# Blue Toad Murder Files
Blue Toad Murder Files est un jeu vidéo d'aventure développé et édité par Relentless Software, sorti en 2009 sur Windows, PlayStation 3 et iOS.

## Épisodes
1. Little Riddle's Deadly Dilemma
2. The Mystery of Riddle Manor
3. The Mystery of the Concealing Flame
4. Death From Above
5. The Riddles of the Past
6. Flight of the Felonious Fugitive

## Accueil
- Adventure Gamers : 3,5/5 (ep. 1-3)[1] - 3/5 (ep. 4-6)[2]
- Eurogamer : 8/10[3]
- Gameblog : 2/10[4]